# Saint-Georges-sur-Loire
Saint-Georges-sur-Loire é uma comuna francesa na região administrativa da Pays de la Loire, no departamento de Maine-et-Loire. Estende-se por uma área de 33,36 km². Em 2010 a comuna tinha 3 688 habitantes (densidade: 110,6 hab./km²).